# Лагард-Шамбона, Огюст де
Огюст Луи Шарль де Лагард-Шамбона (фр. Auguste-Louis-Charles de la Garde-Chambonas; 3 марта 1783, Париж — 1853) — французский мемуарист.
Рано осиротев, воспитывался своим дядей, генералом Виктором Сципионом де Лагард-Шамбона, которого называл отцом. После начала Французской революции некоторое время провёл в Германии и Дании, затем вернулся во Францию, где заботу о его образовании взяла на себя Жюли Рекамье. Благодаря покровительству Эжена де Богарне входил в состав французских дипломатических миссий в Неаполе и Риме, сопровождал генерала Мармона в ходе французской оккупации Дубровницкой республики. Затем некоторое время жил в Вене, в 1810 году посетил Санкт-Петербург. В дальнейшем жил в Париже и Анже. В 1819 году в Аугсбурге познакомился и сблизился с Гортензией Богарне, которая сочиняла романсы на его стихи, изданные в 1853 году вместе с её письмами к нему.
Наиболее известное сочинение Лагарда — «Воспоминания о Венском конгрессе» (фр. Souvenirs du Congrès de Vienne, 1814-1815; 1820, переиздания 1843, 1848, 1901, английский перевод 1833, 1902, немецкий перевод 1914), подробно описывающие светскую жизнь монархов и придворных, участвовавших в этом дипломатическом событии. Опубликовал также путевые записки «Путешествие из Москвы в Вену через Киев, Одессу, Константинополь и Германштадт» (фр. Voyage de Moscou à Vienne, par Kiow, Odessa, Constantinople, Bucharest et Hermanstadt; 1824, о поездке 1811—1812 гг.) и «Брайтон. Путешествие в Англию» (фр. Brighton, Voyage en Angleterre; 1830, переиздание 1834), перевёл на французский язык некоторые из «Ирландских мелодий» Томаса Мура.